# São Paulo Athletic Club
El Sao Paulo Athletic Club fue un equipo de fútbol de Brasil que jugó en el Campeonato Paulista, la primera división del estado de Sao Paulo.

## Historia
Fue fundado el 25 de abril de 1895 en el municipio de Sao Paulo del estado de Sao Paulo por un grupo de ingleses enviados a Brasil para construir el ferrocarril estatal como un club social y deportivo con la intención original de practicar deportes propios de Inglaterra como el críquet, rugby y tenis, aunque con el paso del tiempo incluyeron otros deportes como el fútbol, deporte que el club introdujo a Brasil. Es el club deportivo más viejo del estado de Sao Paulo y el primer equipo de fútbol fundado en el estado.
Es considerado el club que introdujo los deportes del rugby, hockey sobre hierba, bádminton y squash en Brasil, además de ser uno de los primeros lugares donde de fomentó la práctica del tenis. Su primer partido de fútbol oficial lo jugaron por idea de su principal socio y jugador Charles Miller ante el Sao Paulo Railway que perdieron 2-4, los dos goles del SPAC anotados por Charles Miller.
Fue uno de los equipos fundadores de la Federación Paulista de Fútbol y uno de los equipos que participaron en la primera edición del Campeonato Paulista en 1902, logrando no solo ser el primer campeón en la historia del estado de Sao Paulo, sino que también ganó las tres primeras ediciones del Campeonato Paulista entre 1902 y 1904, además de que Charles Miller fue el primer ganador del título de goleo en la historia del Campeonato Paulista en 1902.
La racha de título termina en 1905 cuando termina en cuarto lugar, posteriormente pasarían temporadas muy malas donde se incluyen resultados humillantes como el 1-9 ante el SC Internacional el 5 de agosto de 1906.
En 1910 el club se reorganiza y termina en tercer lugar del Campeonato Paulista en ese año. En 1911 el club gana su cuarto título estatal, mismo año en el que juegan un partido amistoso ante Uruguay que terminó 2-2.
El club de fútbol desaparece en 1912 luego de terminar en penúltimo lugar del Campeonato Paulista en ese año, además de que con su costumbre de ser un equipo aficionado y que la liga se profesionalizó decide desaparecer, aunque el club todavía funciona en divisiones menores y sus otros deportes continúan en activo, como su sección de rugby con uno de los equipos más fuertes y el más antiguo de Brasil.

## Palmarés
- Campeonato Paulista: 4

1902, 1903, 1904, 1911

## Jugadores

### Jugadores destacados
- Charles Miller

## Galería

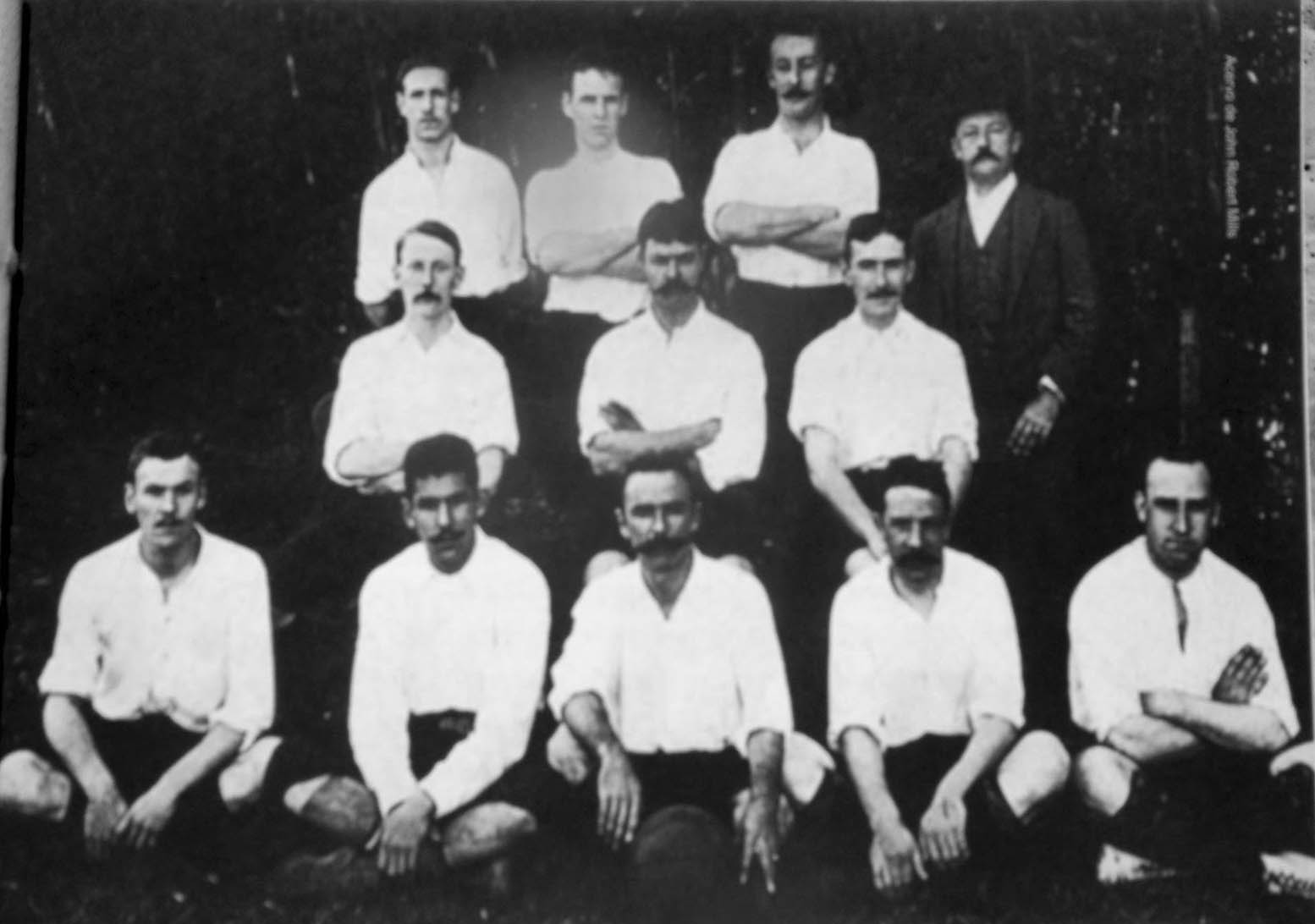
Equipo de 1904, tricampeón paulista
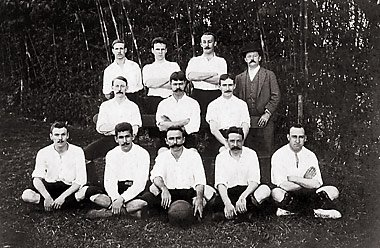
El SPAC de 1905
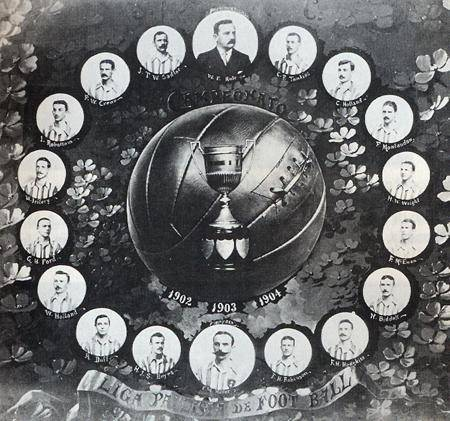
Poster del SPAC como tributo al tricampeonato paulista (1902-04).